# Зоран Шами
Зоран Шами (Ваљево, 2. новембар 1948 − 4. септембар 2016) био је српски математичар, ванредни професор Саобраћајног факултета Универзитета у Београду и председник Скупштине Србије и Црне Горе.

## Биографија
Зоран Шами је рођен 2. новембра 1948. године у Ваљеву. Дипломирао је на Природно-математичком факултету Универзитета у Београду 1971. године са просечном оценом 9,11. Магистрирао је 1973, а докторирао 1978. године.
Запослио се на Саобраћајном факултету Универзитета у Београду одмах по дипломирању и 1985. године је изабран за ванредног професора. Отпуштен је у јануару 1999. године.
Био је члан Демократске странке од 1990. године. Напустио ју је заједно са Војиславом Коштуницом и био један од оснивача Демократске странке Србије. Најпре је био члан Извршног одбора (1992−1994), потом потпредседник ДСС (1994−1996), затим опет члан Извршног одбора (1998−2000) и потпредседник (2000−2003).
У Влади Зорана Жижића од 4. новембра 2000. до 24. јула 2001. године, био је министар саобраћаја. Од 2003. до 2006. године је био председник Скупштине Државне заједнице Србије и Црне Горе.
На парламентарним изборима 2007. године, изабран је за народног посланика на изборној листи Демократске странке Србије и Нове Србије. У Народној скупштини је био председник Одбора за образовање.
Преминуо је 4. септембра 2016. године.